# Ruta dels Ibers
La Ruta dels ibers és un recorregut pels diferents poblats ibèrics de Catalunya, organitzada pel Museu d'Arqueologia de Catalunya. Actualment les diferents etapes de la ruta són:

## Ruta dels Ibers

### Ausetans
| Nom                                | Període                                                            | Municipi           | Comarca | Descripció | Troballes |
| Jaciment arqueològic de l'Esquerda | Edat de Bronze - Baixa edat mitjana (segle viii aC - segle XIV dC) | Les Masies de Roda | Osona   | Assentament on s'han trobat restes d'un període que durà més de vint-i-tres segles. Fou ocupat durant l'edat de bronze, pels ibers, romans, visigots, musulmans, carolingis i durant l'edat mitjana. | Un oppidum ibèric, muralles, taller ceràmic, taller metal·lúrgic, camp de sitges visigòtiques, necròpolis, església romànica. |
| Poblat ibèric del Puigcastellet    | Segle III aC                                                       | Folgueroles        | Osona   | Poblat ibèric de la tribu dels ausetans establert als turons que marquen el límit entre la Plana de Vic i les Guilleries.                                                                            | Muralla de 64 m de llargada i 3 d'amplada construïda en pedra seca, una torre quadrangular en talús adossada a la part massissa, una sèrie de pedres amb relleus mitològics ibers, que fan pensar en l'existència d'un o més monuments funeraris corresponents al poblat. |
| Poblat ibèric del Montgròs         | Ibèric: ? – 205 aC Edat mitjana: segle x – segle xiv               | El Brull           | Osona   | Poblat ibèric de la tribu dels ausetans establert al turó de Montgròs, al Parc Natural del Montseny.                                                                                                 | Muralla ibèrica del 300 aC, habitacions rectangulars. |

### Cossetans
| Nom                            | Període           | Municipi | Comarca      | Descripció | Troballes |
| Fondo d'en Roig                | Segle IV - III aC | Cunit    | Baix Penedès | Granja ibèrica de la tribu dels cossetans on hi van desenvolupar: producció agrícola, emmagatzematge de cereals, oli, vi, etc.                                             | Petita granja ibèrica amb 16 habitacions annexes i la possibilitat d'haver-hi hagut un pis superior i sitja.                                               |
| Olèrdola                       | segle V-II aC     | Olèrdola | Alt Penedès  | Poblat iber cossetà fortificat, establert sobre un poblat d'inici de l'edat del ferro i que tindrà ocupacions posteriors amb una fortificació romana i una ciutat medieval | Única tintoreria d'època ibèrica fins ara identificada. Destruïda durant la Segona Guerra Púnica (fi del segle iii aC), continuà al llarg del segle ii aC. |
| Ciutadella ibèrica de Calafell |                   | Calafell | Baix Penedès | Poblat ibèric de la tribu dels cossetans. També és anomenada "Ciutadella de les Toixoneres".                                                                               | |

### Iacetans
| Nom        | Període                | Municipi | Comarca | Descripció | Troballes |
| El Cogulló | segle VII - segle i aC | Sallent  | Bages   | Jaciment d'uns 2000 m² d'extensió situat a 200 m per sobre el riu Llobregat, al Turó del Cogulló. Devia ser un dels principals nuclis de població de la Lacetània. | Les restes documentades determinen tres fases diferents diferents en l'assentament del Cogulló: una primera etapa d'iberització (segle vi aC-IV aC); una segona fase d'ibèric ple (segle iii aC-I aC) i una tercera fase ibero-romana. |

### Ilercavons
| Nom                                  | Període                                                         | Municipi | Comarca       | Descripció | Troballes |
| Castellet de Banyoles                | Final del segle iii aC - 218 aC a 201 aC (Segona Guerra Púnica) | Tivissa  | Ribera d'Ebre | Poblat ibèric de la tribu dels ilercavons. Amb una superfície màxima propera als 42.000 m² és el poblat iber més extens de les Terres de l'Ebre. El conjunt del jaciment ibèric del Castellet de Banyoles fou declarat Monument Histórico-Artístic i Arqueològic nacional el 1978 (Real Decreto 2.947 de 27 d'octubre i BOE del 15 de desembre).                                                                                 | Sembla que hi hagué ocupació perifèrica i un gran espai central públic. L'any 1912, es descobriren un conjunt d'arracades, braçalets, anells i monedes, el 1925 un parell de bous de bronze i el 1927 es descobrí el Tresor de Tivissa, que està format per quatre pàteres de plata daurada, diversos vasos de plata i dos collarets. |
| Poblat ibèric de la Moleta del Remei | Segle VII aC - segle ii aC                                      | Alcanar  | Montsià       | Poblat iber de la tribu dels ilercavons. Està situat a la Moleta del Remei, un contrafort del vessant sud del massís del Montsià. | Recinte fortificat, poblat de planta oval estructurat concèntricament en dos carrers, torres i panys de murada, i unes construccions identificades com a graners. |
| Poblat ibèric del Coll del Moro      | 800 aC - segle i                                                | Gandesa  | Terra Alta    | Poblat ibèric de la tribu dels ilercavons situat al Coll del Moro. Es tracta d'una necròpolis amb tres àrees d'enterrament datada entre el 800 i el 500 aC i un recinte fortificat del segle v aC a l'I dC. El recinte fortificat està presidit per una gran torre situada al punt més alt de l'assentament. A l'interior del poblat s'ha descobert un taller destinat a la transformació del lli i a la manufactura de teixits. | Necròpolis, muralles, torre, taller tèxtil. |
| Sant Miquel                          |                                                                 | Vinebre  | Ribera d'Ebre | | |

### Ilergets
| Nom            | Període                                                        | Municipi  | Comarca       | Descripció | Troballes |
| Els Vilars     | 750 aC - 325 aC                                                | Arbeca    | Les Garrigues | Fortalesa ibèrica de la tribu dels ilergets declarada Bé Cultural d'Interès Nacional per la Generalitat l'any 1998.                                             | Fortalesa, vasos ceràmics per a la incineració i enterrament dels morts. |
| Molí d'Espígol | Edat del Ferro (segle vi aC, ibèric antic) - mitjan segle i aC | Tornabous | Urgell        | Poblat ibèric de la tribu dels ilergets abandonat cap al 200 aC a conseqüència de la Segona Guerra Púnica. Està catalogat com a Bé Cultural d'Interès Nacional. | Traçat urbanístic, muralla quadricular, barris suburbans, habitatges adossats, espai obert comunitari, diferents àmbits que es relacionen fonamentalment amb estances on es practicaven activitats de caràcter domèstic (rebost, llars de foc, filatura, molta, etc., material ceràmic, vaixella fina de taula, contenidors amfòrics, tant d'importació com de fabricació indígena i ceràmiques fines d'importació. |

### Indigets
| Nom                        | Període                                                     | Municipi          | Comarca      | Descripció | Troballes |
| Ciutat ibèrica d'Ullastret | Paleolític - Neolític 550 aC - primer quart del segle ii aC | Ullastret         | Baix Empordà | Ciutat ibèrica de la tribu dels indigets establerta sobre el puig de Sant Andreu. Es tracta d'un jaciment arqueològic molt important ja que és el major nucli ibèric descobert fins ara a Catalunya. | Oppidum fortificat amb muralles i torres quadrades i circulars, traçat de carrers, habitatges, cisternes, temples, un camp de sitges, un palau de 500 m² que pertanyia a una família dominant, la inscripció funerària més antiga de Catalunya (datada al segle iv aC), el primer edifici militar ibèric descobert a Catalunya, una gran llar de foc quadrada d'1,30 m de costat dins d'una casa senyorial fundada el 325 aC, nombroses restes humanes, un forn metal·lúrgic per a bronze i ferro, un enllosat i oliveres de més de 2.000 anys. A 500 m de la ciutat hi ha les restes d'un poblat ibèric situat a l'Illa d'en Reixac, una antiga illa de l'estany d'Ullastret. També s'hi han trobat restes anteriors com eines de sílex del Paleolític Superior i ceràmiques del Calcolític. |
| Puig de Castellet          | Segle III aC                                                | Lloret de Mar     | La Selva     | Jaciment iber de la tribu dels laietans que era utilitzat com a torre de sentinella. La superfície total és de 550 m².                                                                               | Torre de sentinella, muralles. |
| Poblat ibèric de Castell   | Segle VI aC – segle i                                       | La Fosca, Palamós | Baix Empordà | Poblat ibèric de la tribu dels indigets situat a una petita península. | |

### Laietans
| Nom                              | Període                | Municipi                 | Comarca           | Descripció | Troballes |
| Poblat ibèric de Ca n'Oliver     | Segle VI - 50 aC       | Cerdanyola del Vallès    | Vallès Occidental | Poblat ibèric de la tribu dels laietans que comercialitzava amb altres pobles mediterranis. Es troba a la serra de Collserola, des d'on s'observa tota la plana del Vallès. | Camp de sitges, fossat, entrada monumental, carrer principal, habitatges superposats, habitació de l'ibèric antic, casa de l'ibèric ple, casa de l'ibèric final. |
| Poblat ibèric del Puig Castellar | segle VI - segle ii aC | Santa Coloma de Gramenet | Barcelonès        | Poblat ibèric de la tribu dels laietans d'estructura el·líptica, amb tres carrers longitudinals que estava rodejat per una muralla de pedra. Tenia una superfície d'uns 4000 m² i s'estima que podria haver-hi hagut una trentena d'edificis i una població d'uns 200 habitants. Es dedicaven bàsicament a l'agricultura i la ramaderia, tot i que vestigis trobats confirmen activitat comercial amb civilitzacions estrangeres com la grega o la cartaginesa | Tres carrers longitudinals, muralla de pedra. |